# Benoitesmus denticulatus
Benoitesmus denticulatus är en mångfotingart som först beskrevs av Carl Graf Attems 1931.  Benoitesmus denticulatus ingår i släktet Benoitesmus och familjen Chelodesmidae. Inga underarter finns listade i Catalogue of Life.